# Fleshies
Fleshies is een punkband uit Oakland in Californië. Ze staan vooral bekend om hun extreemlinkse teksten en uitspraken, waardoor hun stijl naast doorsnee punkrock ook onder anarcho-punk valt.

## Geschiedenis
De doorbraak van de band in de punkscene was een gevolg van de uitgave van Kill The Dreamer's Dream, dat via het punklabel Alternative Tentacles (van Jello Biafra) werd uitgegeven in 2001. De band bracht al snel hierna een 10" picture disc/cd getiteld The Game of Futbol uit bij het poppunk-label Adeline Records van Billie Joe Armstrong (van Green Day), een andere grote naam in de punkscene. The Sicilian, wederom uitgegeven via Alternative Tentacles, volgde snel begin 2003.
Deze ontwikkeling zorgde ervoor dat de band platen kon laten uitgeven bij twee platenlabels; één gerund door een iconografische figuur in de wereld van de underground punk (Jello Biafra), en de andere door een prominente figuur in de scene die ervoor heeft gezorgd dat punkmuziek bij een groter publiek bekend werd (Billie Joe Armstrong). In plaats van het bedenken van een zakenplan en bij een groot label te gaan spelen, volgden Fleshies echter het bekende patroon van het spelen van tours over de hele wereld.
Begin 2004, kort na het spelen van 133 shows in slechts 131 dagen, kreeg de band er een nieuw lid bij, namelijk Brian Plaskett. Fleshies gaf datzelfde jaar een compilatiealbum op cd uit getiteld Gung Ho! via Life Is Abuse Records. De band trok zich terug van toeren en begon in Oakland met de opnames van een nieuwe plaat. Na anderhalf jaar werd het album Scrape The Walls uitgegeven op Alternative Tentacles Records.
Het album Brown Flag werd in 2009 door het kleinere label Recess Records uitgegeven, waarmee het de eerste en enige uitgave van de band bij dit label is.

## Discografie
Studioalbums
- Arbgabdo, Baby! (1999)
- Fleshies (S.P.A.M. 2000)
- Kill The Dreamer's Dream (S.P.A.M / Alternative Tentacles, 2001)
- The Sicilian (Alternative Tentacles, 2003)
- Gung Ho! (Life is Abuse, 2004)
- Scrape the Walls (Alternative Tentacles, 2006)
- Brown Flag (Recess Records, 2009)

Singles en ep's
- Playdough EP (split met The Jocks, S.P.A.M. Records/Risk Records, 2000)
- The Phantom Limbs / Fleshies (split met The Phantom Limbs, S.P.A.M./Mungaso Records, 2001)
- Federation X / Fleshies (Split 7" met Federation X, Molasses Manifesto Records, 2001)
- Victim's Family / Fleshies (Split 7" met Victim's Family, Alternative Tentacles, 2001)
- The Game of Futbol (Adeline Records, 2002)
- Fleshies / Toys That Kill (Geykido Comet Records, 2003)